# Chicago Blackhawks
Chicago Blackhawks är en amerikansk ishockeyorganisation vars lag är baserat i Chicago i Illinois och som har varit medlemsorganisation i NHL sedan den 1 maj 1926. Ishockeyorganisationen bildades efter att Portland Rosebuds i Pacific Coast Hockey Association (PCHA) flyttades till Chicago för att vara Chicago Black Hawks och började spela i NHL för säsongen 1926–1927. År 1986 bytte man till det nuvarande namnet efter att man upptäckte i de ursprungliga ansökningshandlingarna att Black Hawks var inte två ord utan bara ett. Blackhawks tillhör den exklusiva skaran "Original Six" med Boston Bruins, Detroit Red Wings, Montreal Canadiens, New York Rangers och Toronto Maple Leafs.
Hemmaarenan är United Center och invigdes 1994. Laget spelar i Central Division tillsammans med Colorado Avalanche, Dallas Stars, Minnesota Wild, Nashville Predators, St. Louis Blues, Utah Mammoth och Winnipeg Jets.
Blackhawks har vunnit Stanley Cup sex gånger och det var för säsongerna 1933–1934, 1937–1938, 1960–1961, 2009–2010, 2012–2013 och 2014–2015. Laget har haft en del namnkunniga spelare genom åren som Bobby Hull, Stan Mikita, Tony Esposito, Patrick Kane, Denis Savard, Chris Chelios, Jonathan Toews, Glenn Hall, Bill Mosienko, Steve Larmer, Roy Conacher, Ed Belfour, Doug Wilson, Dirk Graham, Ted Lindsay, Phil Esposito, Tony Amonte, Dennis Hull, Jeremy Roenick, Pit Martin och Pierre Pilote.

## Stanley Cup-spel

### 1920-talet
- 1927 – Förlorade i första ronden mot Boston Bruins med 10–5.
- 1929 – Missade slutspel.

### 1930-talet
- 1930 – Förlorade i första ronden mot Montreal Canadiens med 3–2 i matcher.
- 1933 – Missade slutspel.
- 1934 – Vann finalen mot Detroit Red Wings med 3–1 i matcher.
  - Clarence Taffy Abel, Lionel Conacher, Tom Cook, Art Coulter, Rosie Lolo Couture, Charlie Gardiner (C), Leroy Goldsworthy, Johnny Gottselig, Roger Jenkins, Bill Kendall, Jack Leswick, Harold Mush March, Don McFadyen, Elwyn Doc Romnes, John Sheppard, Joe Starke, Paul Thompson & Louis Trudel – Tommy Gorman.
- 1935 – Förlorade i första ronden mot Montreal Maroons med 1–0.
- 1937 – Missade slutspel.
- 1938 – Vann finalen mot Toronto Maple Leafs med 3–1 i matcher.
  - Bert Connelly, Carol Cully Dahlstrom, Paul Goodman, Johnny Gottselig (C), Harold "Hal" Jackson, Roger Jenkins, Virgil Johnson, Mike Karakas, Alex Levinsky, Bill MacKenzie, Harold Mush March, Alfie Moore, Pete Palangio, Elwyn Doc Romnes, Earl Seibert, Jack Shill, , Paul Thompson, Louis Trudel, Carl Voss & Art Wiebe – Bill Stewart.
- 1939 – Missade slutspel.

### 1940-talet
- 1940 – Förlorade i första ronden mot Toronto Maple Leafs med 2–0 i matcher.
- 1949 – Missade slutspel.

### 1950-talet
- 1950 – Missade slutspel.
- 1959 – Förlorade i första ronden mot Montreal Canadiens med 4–2 i matcher.

### 1960-talet
- 1960 – Förlorade i första ronden mot Montreal Canadiens med 4–0 i matcher.
- 1961 – Vann finalen mot Detroit Red Wings med 4–2 i matcher.
  - Al Arbour, Earl Balfour, Murray Balfour, Denis DeJordy, Allan Roy Edwards, Jack Evans, Reg Fleming, Glenn Hall, Bill Hay, Wayne Hicks, Wayne Hillman, Bobby Hull, Ed Litzenberger (C), Ronald Chico Maki, Alvin Ab McDonald, Stan Mikita, Ron Murphy, Eric Nesterenko, Pierre Pilote, Ted Sloan, Dollard St-Laurent, Elmer Vasko & Ken Wharram – Rudy Pilous.
- 1962 – Förlorade i finalen mot Toronto Maple Leafs med 4–2 i matcher.
- 1969 – Missade slutspel.

### 1970-talet
- 1970 – Förlorade i andra ronden mot Boston Bruins med 4–0.
- 1979 – Förlorade i första ronden mot New York Islanders med 4–0 i matcher.

### 1980-talet
- 1980 – Förlorade i andra ronden mot Buffalo Sabres med 4–0 i matcher.
- 1989 – Förlorade i tredje ronden mot Calgary Flames med 4–1 i matcher

### 1990-talet
- 1990 – Förlorade i tredje ronden mot Edmonton Oilers med 4–2 i matcher.
- 1999 – Missade slutspel.

### 2000-talet
- 2000 – Missade slutspel.
- 2002 – Förlorade i första ronden mot St. Louis Blues med 4–1 i matcher.
- 2003 – Missade slutspel.

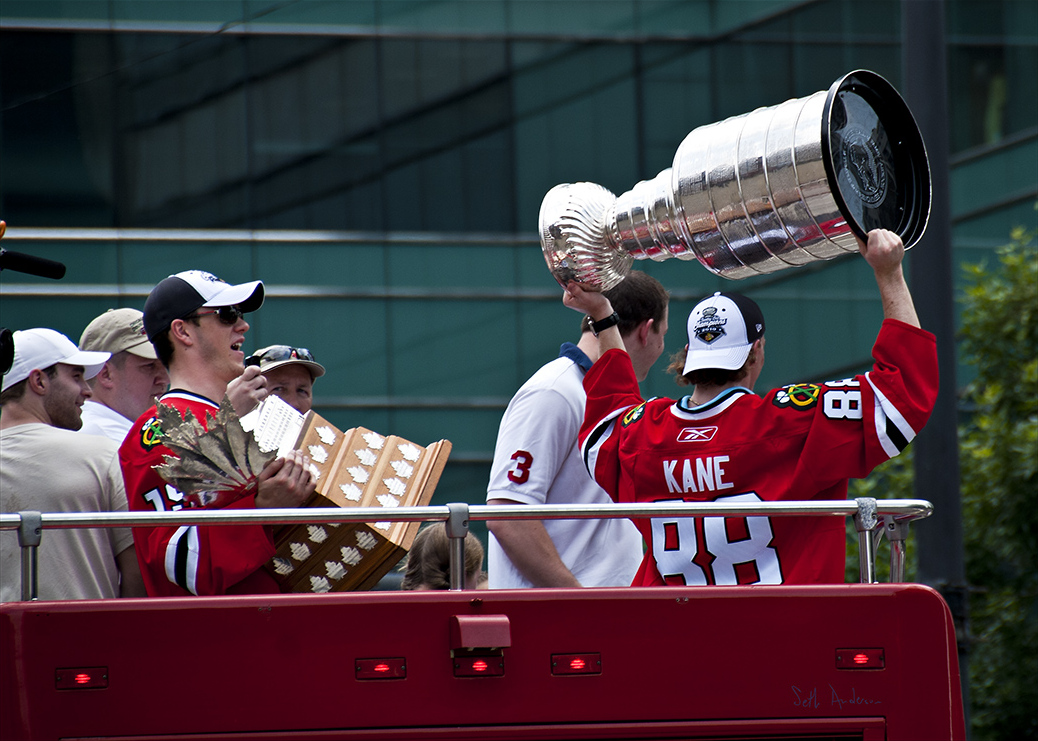
Patrick Kane och Jonathan Toews under Blackhawks Stanley Cup-parad.

- 2009 – Förlorade i tredje ronden mot Detroit Red Wings med 4–1 i matcher.

### 2010-talet
- 2010 – Vann finalen mot Philadelphia Flyers med 4–2 i matcher.
  - Bryan Bickell, Dave Bolland, Nick Boynton, Troy Brouwer, Adam Burish, Dustin Byfuglien, Brian Campbell, Ben Eager, Jordan Hendry, Niklas Hjalmarsson, Marián Hossa, Cristobal Huet, Kim Johnsson, Patrick Kane, Duncan Keith, Tomáš Kopecký, Andrew Ladd, John Madden, Antti Niemi, Brent Seabrook, Patrick Sharp, Brent Sopel, Jonathan Toews (C) & Kris Versteeg – Joel Quenneville.
- 2011 – Förlorade i första ronden mot Vancouver Canucks med 4–3 i matcher.
- 2012 – Förlorade i första ronden mot Phoenix Coyotes med 4–2 i matcher.
- 2013 – Vann finalen mot Boston Bruins med 4–2 i matcher.
  - Bryan Bickell, Dave Bolland, Brandon Bollig, Sheldon Brookbank, Daniel Carcillo, Corey Crawford, Ray Emery, Michael Frolík, Michal Handzuš, Niklas Hjalmarsson, Marián Hossa, Patrick Kane, Duncan Keith, Marcus Krüger, Nick Leddy, Johnny Oduya, Michal Rozsíval, Brandon Saad, Brent Seabrook, Patrick Sharp, Andrew Shaw, Ben Smith, Viktor Stålberg & Jonathan Toews (C) – Joel Quenneville.
- 2014 – Förlorade i tredje ronden mot Los Angeles Kings med 4–3 i matcher.
- 2015 – Vann finalen mot Tampa Bay Lightning med 4–2 i matcher.
  - Bryan Bickell, Daniel Carcillo, Corey Crawford, Kyle Cumiskey, Scott Darling, Andrew Desjardins, Niklas Hjalmarsson, Marián Hossa, Patrick Kane, Duncan Keith, Marcus Krüger, Joakim Nordström, Johnny Oduya, Antti Raanta, Brad Richards, Michal Rozsíval, David Rundblad,  Brandon Saad, Brent Seabrook, Patrick Sharp, Andrew Shaw, Teuvo Teräväinen, Kimmo Timonen, Jonathan Toews (C), Trevor van Riemsdyk, Antoine Vermette & Kris Versteeg – Joel Quenneville.
- 2016 – Förlorade i första ronden mot St. Louis Blues med 4–3 i matcher.
- 2019 – Missade slutspel.

### 2020-talet
- 2020 – Förlorade i första ronden mot Vegas Golden Knights med 4–1 i matcher.
- 2025 – Missade slutspel.

Spelare med kursiv stil fick inte sina namn ingraverade på Stanley Cup-pokalen.

## Nuvarande spelartrupp

### Spelartruppen 2025/2026
Senast uppdaterad: 26 juli 2025.

Alla spelare som har kontrakt med Chicago Blackhawks och har spelat för dem under aktuell säsong listas i spelartruppen. Spelarnas löner är i amerikanska dollar och är vad de skulle få ut om de vore i NHL-truppen under hela grundserien (oktober–april). Löner i kursiv stil är ej bekräftade.
| Målvakter                                                                                     | Målvakter | Målvakter             | Målvakter           | Målvakter  | Målvakter | Målvakter | Målvakter      | Målvakter                  | Målvakter | Målvakter |
| Nr                                                                                            |           | Namn                  | Namn                | Lön 25/26  |           | Kontrakt  | Kom till laget | Kom ifrån                  |           |           |
| --------------------------------------------------------------------------------------------- | --------- | --------------------- | ------------------- | ---------- | --------- | --------- | -------------- | -------------------------- | --------- | --------- |
| 30                                                                                            | USA       | Spencer Knight        | Spencer Knight      | $4 500 000 | [ 16 ]    | 2026      | 2025           | Florida Panthers           |           |           |
| 33                                                                                            | USA       | Drew Commesso         | Drew Commesso       | $925 000   | [ 17 ]    | 2026      | 2024           | Rockford Icehogs           |           |           |
| 39                                                                                            | Kanada    | Laurent Brossoit      | Laurent Brossoit    | $3 300 000 | [ 18 ]    | 2026      | 2024           | Winnipeg Jets              |           |           |
| 40                                                                                            | Sverige   | Arvid Söderblom       | Arvid Söderblom     | $2 750 000 | [ 19 ]    | 2027      | 2022           | Rockford Icehogs           |           |           |
| --                                                                                            | Ryssland  | Stanislav Berezjnoj   | Stanislav Berezjnoj | $975 000   | [ 20 ]    | 2027      | 2025           | SKA-Neva                   |           |           |
| Backar                                                                                        |           |                       |                     |            |           |           |                |                            |           |           |
| Nr                                                                                            |           | Namn                  | Namn                | Lön 25/26  |           | Kontrakt  | Kom till laget | Kom ifrån                  |           |           |
| 5                                                                                             | USA       | Connor Murphy − A     | Connor Murphy − A   | $3 650 000 | [ 21 ]    | 2026      | 2017           | Arizona Coyotes            |           |           |
| 6                                                                                             | USA       | Sam Rinzel            | Sam Rinzel          | $950 000   | [ 22 ]    | 2027      | 2025           | Minnesota Golden Gophers   |           |           |
| 14                                                                                            | Kanada    | Kevin Korchinski      | Kevin Korchinski    | $855 000   | [ 23 ]    | 2026      | 2024           | Rockford Icehogs           |           |           |
| 38                                                                                            | Kanada    | Ethan Del Mastro      | Ethan Del Mastro    | $832 500   | [ 24 ]    | 2026      | 2025           | Rockford Icehogs           |           |           |
| 42                                                                                            | Kanada    | Nolan Allan           | Nolan Allan         | $832 500   | [ 25 ]    | 2026      | 2023           | Seattle Thunderbirds       |           |           |
| 46                                                                                            | Kanada    | Louis Crevier         | Louis Crevier       | $850 000   | [ 26 ]    | 2027      | 2024           | Rockford Icehogs           |           |           |
| 55                                                                                            | Belarus   | Artsiom Leŭsjunoŭ     | Artsiom Leŭsjunoŭ   | $975 000   | [ 27 ]    | 2027      | 2025           | Rockford Icehogs           |           |           |
| 72                                                                                            | USA       | Alex Vlasic           | Alex Vlasic         | $5 800 000 | [ 28 ]    | 2030      | 2023           | Rockford Icehogs           |           |           |
| --                                                                                            | Kanada    | Taige Harding         | Taige Harding       | $867 500   | [ 29 ]    | 2027      | 2025           | Providence Friars          |           |           |
| --                                                                                            | Belarus   | Dzmitry Kuzmin        | Dzmitry Kuzmin      | $775 000   | [ 30 ]    | 2026      | 2025           | Manitoba Moose             |           |           |
| --                                                                                            | USA       | Ryan Mast             | Ryan Mast           | $775 000   | [ 31 ]    | 2026      | 2025           | Providence Bruins          |           |           |
| Forwards                                                                                      |           |                       |                     |            |           |           |                |                            |           |           |
| Nr                                                                                            |           | Namn                  | Pos                 | Lön 25/26  |           | Kontrakt  | Kom till laget | Kom ifrån                  |           |           |
| 8                                                                                             | USA       | Ryan Donato           | YF/C                | $5 250 000 | [ 32 ]    | 2029      | 2023           | Seattle Kraken             |           |           |
| 11                                                                                            | USA       | Oliver Moore          | C                   | $950 000   | [ 33 ]    | 2027      | 2025           | Minnesota Golden Gophers   |           |           |
| 16                                                                                            | Kanada    | Jason Dickinson       | C/VF                | $3 650 000 | [ 34 ]    | 2026      | 2022           | Vancouver Canucks          |           |           |
| 17                                                                                            | USA       | Nick Foligno − C      | YF/C                | $3 900 000 | [ 35 ]    | 2026      | 2023           | Boston Bruins              |           |           |
| 20                                                                                            | Kanada    | Ryan Greene           | C                   | $950 000   | [ 36 ]    | 2027      | 2025           | Boston University Terriers |           |           |
| 22                                                                                            | USA       | Joey Anderson         | HF                  | $800 000   | [ 37 ]    | 2026      | 2023           | Rockford Icehogs           |           |           |
| 28                                                                                            | Kanada    | Colton Dach           | C/VF                | $832 500   | [ 38 ]    | 2026      | 2025           | Rockford Icehogs           |           |           |
| 59                                                                                            | Kanada    | Tyler Bertuzzi        | VF/HF               | $6 000 000 | [ 39 ]    | 2028      | 2024           | Toronto Maple Leafs        |           |           |
| 67                                                                                            | Kanada    | Samuel Savoie         | VF                  | $870 000   | [ 40 ]    | 2027      | 2023           | Olympiques de Gatineau     |           |           |
| 68                                                                                            | Slovakien | Martin Misiak         | HF                  | $870 000   | [ 41 ]    | 2027      | 2024           | Erie Otters                |           |           |
| 73                                                                                            | Tyskland  | Lukas Reichel         | VF/C                | $1 300 000 | [ 42 ]    | 2026      | 2024           | Rockford Icehogs           |           |           |
| 76                                                                                            | Kanada    | Nick Lardis           | VF/HF               | $870 000   | [ 43 ]    | 2028      | 2024           | Hamilton Bulldogs          |           |           |
| 78                                                                                            | USA       | Gavin Hayes           | VF                  | $870 000   | [ 44 ]    | 2027      | 2023           | Flint Firebirds            |           |           |
| 78                                                                                            | Kanada    | Marek Vanacker        | VF                  | $975 000   | [ 45 ]    | 2028      | 2024           | Brantford Bulldogs         |           |           |
| 84                                                                                            | USA       | Landon Slaggert       | VF                  | $900 000   | [ 46 ]    | 2027      | 2025           | Rockford Icehogs           |           |           |
| 86                                                                                            | Finland   | Teuvo Teräväinen      | VF/HF               | $5 500 000 | [ 47 ]    | 2027      | 2024           | Carolina Hurricanes        |           |           |
| 91                                                                                            | Kanada    | Paul Ludwinski        | C                   | $950 000   | [ 48 ]    | 2027      | 2023           | Kingston Frontenacs        |           |           |
| 91                                                                                            | USA       | Frank Nazar           | HF/C                | $950 000   | [ 49 ]    | 2026      | 2024           | Rockford Icehogs           |           |           |
| 95                                                                                            | Ryssland  | Ilja Michejev         | VF/HF               | $4 150 000 | [ 50 ]    | 2026      | 2024           | Vancouver Canucks          |           |           |
| 98                                                                                            | Kanada    | Connor Bedard1 – 2023 | C                   | $950 000   | [ 51 ]    | 2026      | 2023           | Regina Pats                |           |           |
| --                                                                                            | Sverige   | André Burakovsky      | HF/VF               | $5 000 000 | [ 52 ]    | 2027      | 2025           | Seattle Kraken             |           |           |
| --                                                                                            | Sverige   | Anton Frondell        | C                   | $975 000   | [ 53 ]    | 2028      | 2025           | Djurgården Hockey          |           |           |
| --                                                                                            | USA       | Sam Lafferty          | C/VF                | $2 000 000 | [ 54 ]    | 2026      | 2025           | Buffalo Sabres             |           |           |
| --                                                                                            | USA       | A.J. Spellacy         | HF                  | $872 500   | [ 55 ]    | 2028      | 2024           | Windsor Spitfires          |           |           |
| --                                                                                            | USA       | Aidan Thompson        | C/VF                | $920 000   | [ 56 ]    | 2027      | 2025           | Denver Pioneers            |           |           |
| --                                                                                            | USA       | Dominic Toninato      | C/YF                | $850 000   | [ 57 ]    | 2027      | 2025           | Manitoba Moose             |           |           |
| Positioner: C – HF – VF – YF \| C = Lagkapten; A = Assisterande lagkapten \| = Långtidsskadad |           |                       |                     |            |           |           |                |                            |           |           |

#### Spelargalleri

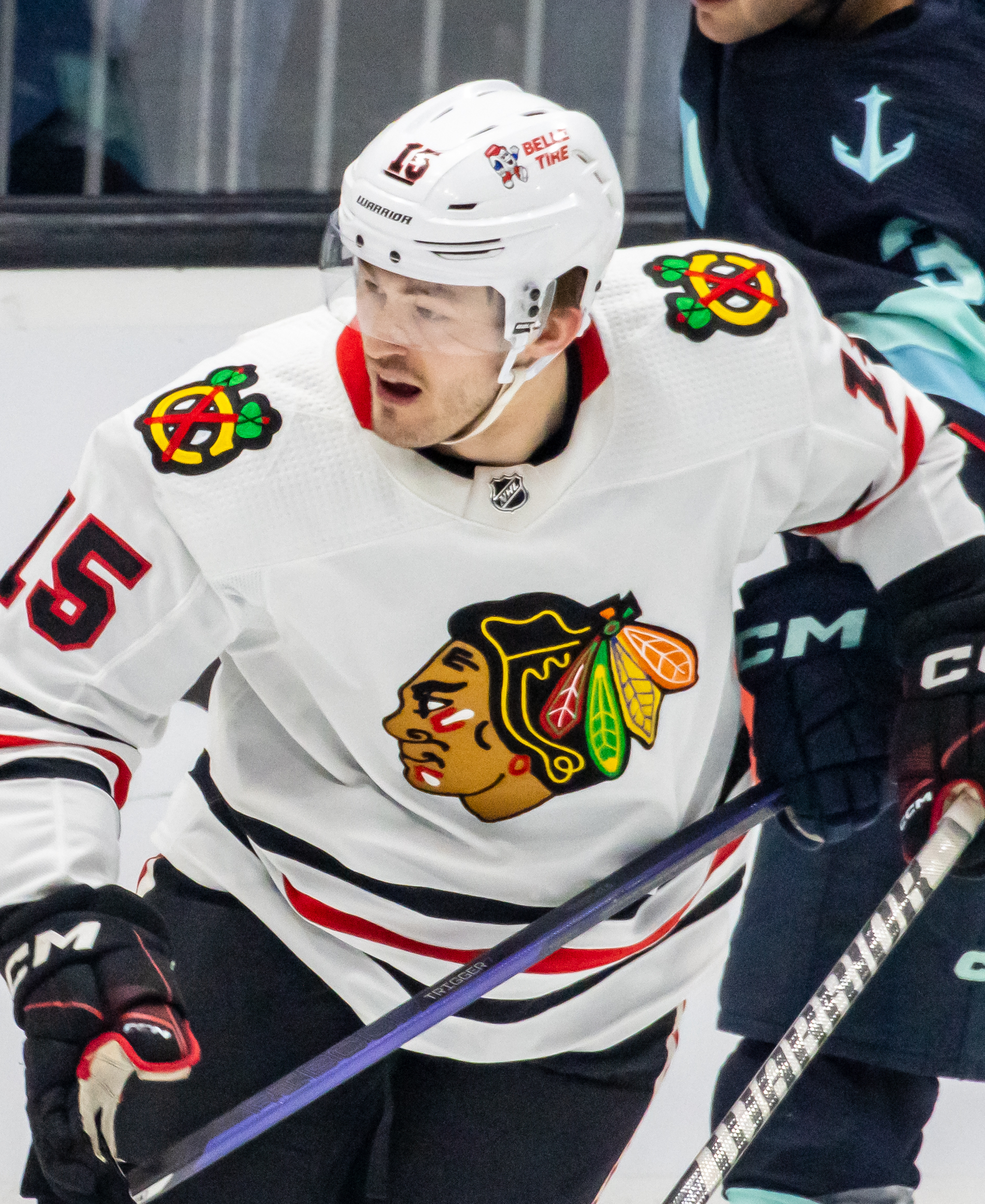
Joey Anderson
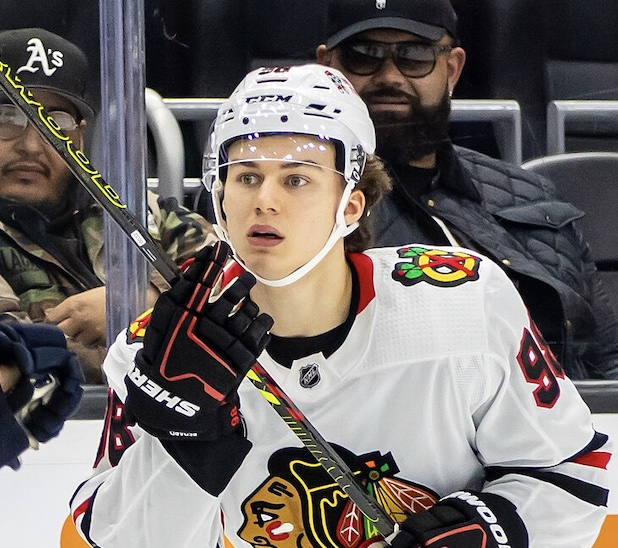
Connor Bedard
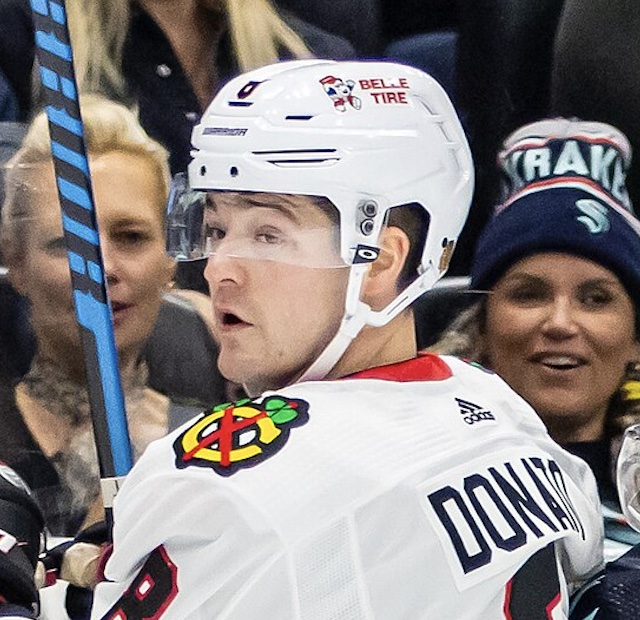
Ryan Donato
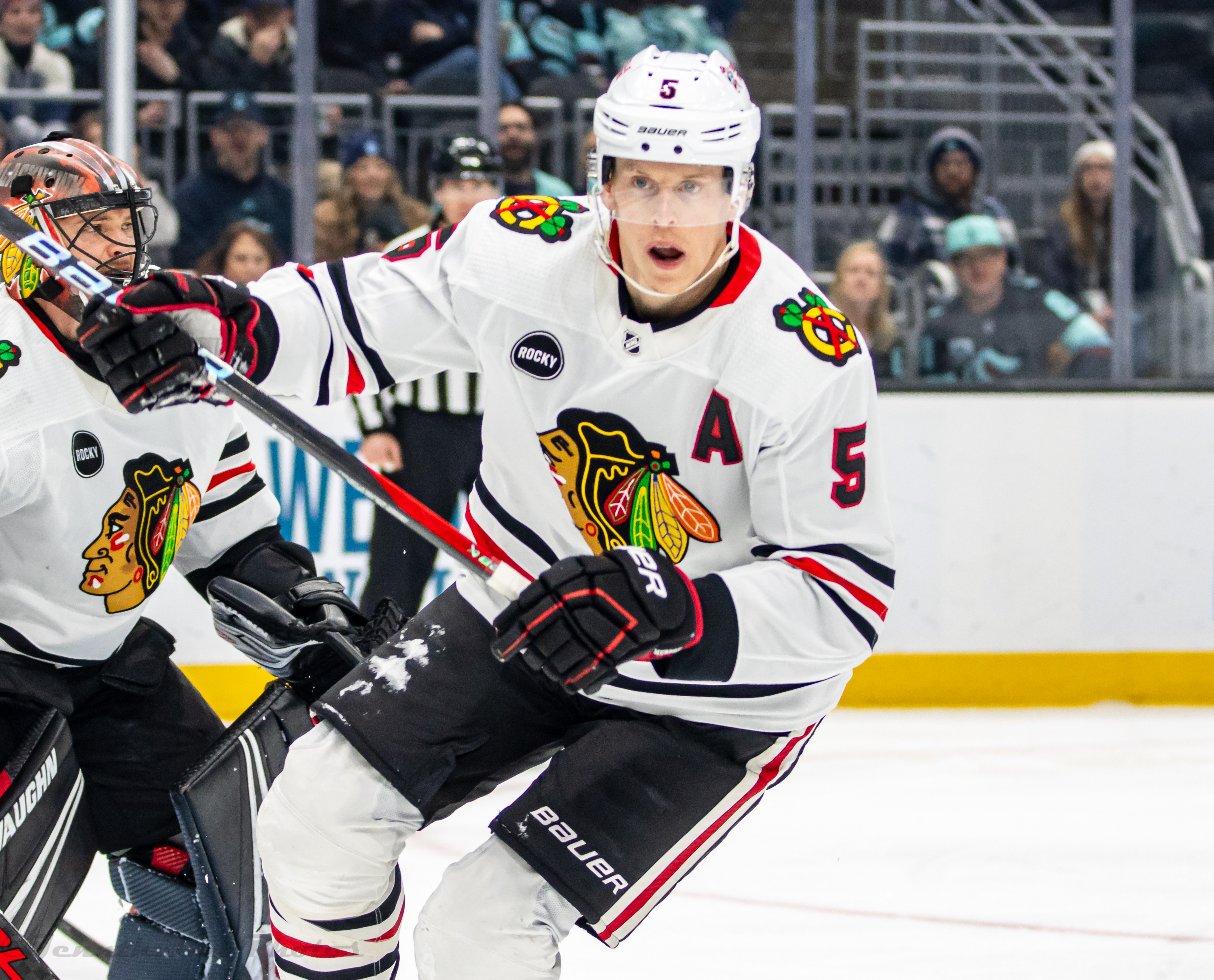
Connor Murphy

## Staben

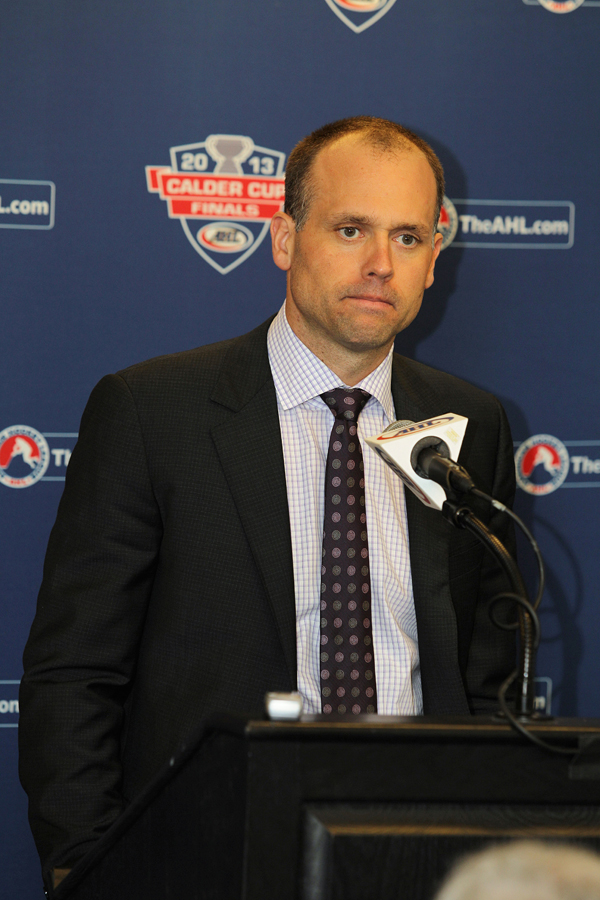
Jeff Blashill, 2013.

Uppdaterat: 29 maj 2025.
| Yrkestitel                      | Namn            |
| ------------------------------- | --------------- |
| General manager                 | Kyle Davidson   |
| Assisterande general manager    | Mark Eaton      |
| Assisterande general manager    | Meghan Hunter   |
| Assisterande general manager    | Norm McIver     |
| Tränare                         | Jeff Blashill   |
| Assisterande tränare            | Michael Peca    |
| Assisterande tränare            | Anders Sörensen |
| Målvaktstränare                 | Jimmy Waite     |
| Videocoach                      | Matt Meacham    |
| Assisterande videotränare       | Adam Gill       |
| Utvecklingstränare              | Kendall Coyne   |
| Utvecklingstränare              | Andy Delmore    |
| Utvecklingstränare              | Yanic Perreault |
| Rådgivare till spelarutveckling | Chris Kunitz    |

## Utmärkelser

### Pensionerade nummer
Sju spelares nummer har blivit "pensionerade" av klubben, det vill säga ingen annan spelare kommer någonsin att få använda samma nummer i Chicago Blackhawks. Ytterligare ett nummer har blivit pensionerat av själva ligan.
| - 1: Glenn Hall, 1957–1967 - 3: Keith Magnuson, 1969–1980 - 3: Pierre Pilote, 1955–1968 - 9: Bobby Hull, 1957–1972 | - 18: Denis Savard, 1980–1990, 1995–1997 - 21: Stan Mikita, 1958–1980 - 35: Tony Esposito, 1969–1984 - 99: Wayne Gretzky, (NHL) |

### Hall of Famers
| - Charlie Gardiner (Invald 1945) - Spelare: Spelade i Black Hawks mellan 1927 och 1934. - Howie Morenz (Invald 1945) - Spelare: Spelade i Black Hawks mellan 1934 och 1936. - Mickey MacKay (Invald 1952) - Spelare: Spelade i Black Hawks mellan 1926 och 1928. - Herb Gardiner (Invald 1958) - Spelare: Spelade i och tränade Black Hawks mellan 1928 och 1929. - George Hay (Invald 1958) - Spelare: Spelade i Black Hawks mellan 1926 och 1927. - Dick Irwin (Invald 1958) - Spelare/Ledare: Spelade i Black Hawks mellan 1926 och 1929 och som tränare mellan 1928 och 1931 samt 1955 och 1956. - Duke Keats (Invald 1958) - Spelare: Spelade i Black Hawks mellan 1927 och 1928. - Hughie Lehman (Invald 1958) - Spelare/Ledare: Spelade i Black Hawks mellan 1926 och 1928 och som tränare mellan 1928 och 1929. - Georges Boucher (Invald 1960) - Spelare: Spelade i Black Hawks mellan 1931 och 1932. - Charlie Conacher (Invald 1961) - Ledare: Var tränare i Black Hawks mellan 1947 och 1950. - Barney Stanley (Invald 1998) - Spelare/Ledare: Spelade i och tränade Blackhawks mellan 1927 och 1928. - Ebbie Goodfellow (Invald 1963) - Ledare: Tränade Black Hawks mellan 1950 och 1952. - Tommy Gorman (Invald 1963) - Ledare: Tränade Black Hawks mellan 1932 och 1934. - Earl Seibert (Invald 1963) - Spelare: Spelade i Blackhawks mellan 1935 och 1945. - Doug Bentley (Invald 1964) - Spelare: Spelade i Black Hawks mellan 1939 och 1952. - Jack Stewart (Invald 1964) - Spelare: Spelade i Blackhawks mellan 1950 och 1952. - Bill Mosienko (Invald 1965) - Spelare: Spelade i Black Hawks mellan 1941 och 1955. - Max Bentley (Invald 1966) - Spelare: Spelade i Black Hawks mellan 1940 och 1948. - Frank Brimsek (Invald 1966) - Spelare: Spelade i Black Hawks mellan 1949 och 1950. - Ted Lindsay (Invald 1966) - Spelare: Spelade i Black Hawks mellan 1957 och 1960. - Sid Abel (Invald 1969) - Spelare: Spelade i Black Hawks mellan 1952 och 1954. - Babe Dye (Invald 1970) - Spelare: Spelade i Black Hawks mellan 1926 och 1928. - Bill Gadsby (Invald 1970) - Spelare: Spelade i Black Hawks mellan 1946 och 1955. - Billy Burch (Invald 1974) - Spelare: Spelade i Black Hawks 1933. - Art Coulter (Invald 1974) - Spelare: Spelade i Black Hawks mellan 1931 och 1936. | - Tommy Ivan (Invald 1974) - Ledare: Var general manager och tränare för Black Hawks mellan 1954 och 1979. - Glenn Hall (Invald 1975) - Spelare: Spelade i Black Hawks mellan 1957 och 1967. - Pierre Pilote (Invald 1975) - Spelare: Spelade i Black Hawks mellan 1955 och 1968. - Bobby Orr (Invald 1979) - Spelare: Spelade i Black Hawks mellan 1976 och 1979. - Harry Lumley (Invald 1980) - Spelare: Spelade i Black Hawks mellan 1950 och 1952. - Allan Stanley (Invald 1981) - Spelare: Spelade i Blackhawks mellan 1954 och 1956. - Bobby Hull (Invald 1983) - Spelare: Spelade i Black Hawks mellan 1957 och 1972. - Stan Mikita (Invald 1983) - Spelare: Spelade i Black Hawks mellan 1958 och 1980. - Phil Esposito (Invald 1984) - Spelare: Spelade i Black Hawks mellan 1963 och 1967. - Bert Olmstead (Invald 1985) - Spelare: Spelade i Black Hawks mellan 1949 och 1951. - Rudy Pilous (Invald 1985) - Ledare: Var tränare för Black Hawks mellan 1957 och 1963. - Tony Esposito (Invald 1988) - Spelare: Spelade i Black Hawks mellan 1969 och 1984. - Bob Pulford (Invald 1991) - Ledare: Var tränare, general manager och hade andra chefspositioner för Black Hawks/Blackhawks mellan 1977 och 2007. - Clint Smith (Invald 1991) - Spelare: Spelade i Blackhawks mellan 1943 och 1947. - Lionel Conacher (Invald 1994) - Spelare: Spelade i Black Hawks mellan 1933 och 1934. - Harry Watson (Invald 1994) - Spelare: Spelade i Blackhawks mellan 1954 och 1957. - Roy Conacher (Invald 1998) - Spelare: Spelade i Black Hawks mellan 1947 och 1952. - Michel Goulet (Invald 1998) - Spelare: Spelade i Blackhawks mellan 1990 och 1994. - Denis Savard (Invald 2000) - Spelare: Spelade i Blackhawks mellan 1980 och 1990 samt 1995 och 1997. - Paul Coffey (Invald 2004) - Spelare: Spelade i Blackhawks 1998. - Murray Costello (Invald 2005 (som ledare)) - Spelare: Spelade i Black Hawks mellan 1953 och 1954. - Ed Belfour (Invald 2011) - Spelare: Spelade i Blackhawks mellan 1988 och 1997. - Doug Gilmour (Invald 2011) - Spelare: Spelade i Blackhawks mellan 1998 och 2000. - Chris Chelios (Invald 2013) - Spelare: Spelade i Blackhawks mellan 1990 och 1999. |

### Troféer
| Stanley Cup - 1933–1934, 1937–1938, 1960–1961, 2009–2010, 2012-2013, 2014-2015 Presidents' Trophy - 1990–1991, 2012-2013 Clarence S. Campbell Bowl - 1970–1971, 1971–1972, 1972–1973, 1991–1992, 2009–2010, 2012-2013, 2014-2015 Prince of Wales Trophy - 1966–1967, 1969–1970 Art Ross Trophy - Roy Conacher: 1948–1949 - Bobby Hull: 1959–1960, 1961–1962, 1965–1966 - Stan Mikita: 1963–1964, 1964–1965, 1966-1967, 1967–1968 - Patrick Kane: 2015–2016 Bill Masterton Memorial Trophy - Pit Martin: 1969–1970 - Bryan Berard: 2003–2004 Calder Memorial Trophy - Cully Dahlstrom: 1937–1938 - Ed Litzenberger: 1954–1955 - Bill Hay: 1959–1960 - Tony Esposito: 1969–1970 - Steve Larmer: 1982–1983 - Ed Belfour: 1990–1991 - Patrick Kane: 2007–2008 - Artemi Panarin: 2015–2016 - Connor Bedard: 2023–2024 Conn Smythe Trophy - Jonathan Toews: 2009–2010 - Patrick Kane: 2012-2013 - Duncan Keith: 2014-2015 Frank J. Selke Trophy - Troy Murray: 1985–1986 - Dirk Graham: 1990–1991 - Jonathan Toews: 2012-2013 Hart Memorial Trophy - Max Bentley: 1945–1946 - Al Rollins: 1953–1954 - Bobby Hull: 1964–1965, 1965–1966 - Stan Mikita: 1966–1967, 1967–1968 - Patrick Kane: 2015–2016 | Jack Adams Award - Orval Tessier: 1982–1983 James Norris Memorial Trophy - Pierre Pilote: 1962–1963, 1963–1964, 1964–1965 - Doug Wilson: 1981–1982 - Chris Chelios: 1992–1993, 1995–1996 - Duncan Keith: 2009–2010, 2013–2014 Lady Byng Memorial Trophy - Elwyn Romnes: 1935–1936 - Max Bentley: 1942–1943 - Clint Smith: 1943–1944 - Bill Mosienko: 1944–1945 - Ken Wharram: 1963–1964 - Bobby Hull: 1964–1965 - Stan Mikita: 1966–1967, 1967–1968 Lester Patrick Memorial Trophy - Bobby Hull: 1968–1969 - Tommy Ivan: 1974–1975 - Stan Mikita: 1975–1976 - Phil Esposito: 1977–1978 - Bill Wirtz: 1977-1978 - Bobby Orr: 1978–1979 - Arthur Wirtz: 1984–1985 Ted Lindsay Award - Patrick Kane: 2015–2016 Vezina Trophy - Charlie Gardiner: 1931–1932, 1933–1934 - Lorne Chabot: 1934–1935 - Glenn Hall: 1962–1963, 1966–1967 - Denis DeJordy: 1966–1967 - Tony Esposito: 1969–1970, 1971–1972, 1973–1974 - Gary Smith: 1971–1972 - Ed Belfour: 1990–1991, 1992–1993 William M. Jennings Trophy - Ed Belfour: 1990–1991, 1992–1993, 1994–1995 - Corey Crawford: 2012-2013, 2014-2015 - Ray Emery: 2012-2013 |

## General managers
| - Frederic McLaughlin, 1926–19421 - Bill Tobin, 1942–1954 - Tommy Ivan, 1954–19771 - Bob Pulford, 1977–1990 - Mike Keenan, 1990–1992 - Bob Pulford, 1992–1997 - Bob Murray, 1997–1999 | - Bob Pulford, 1999–2000 - Mike Smith, 2000–2003 - Bob Pulford, 2003–2005 - Dale Tallon, 2005–2009 - Stan Bowman, 2009–20211 - Kyle Davidson, 2021– |

## Tränare
| - Pete Muldoon, 1926–1927 - Barney Stanley, 1927–1928 - Hughie Lehman, 1928 - Herb Gardiner, 1928–1929 - Dick Irvin, 1929 - Tom Shaughnessy, 1929–1930 - Bill Tobin, 1930 - Dick Irvin, 1930–1931 - Bill Tobin, 1931–1932 - Emil Iverson, 1932–1933 - Godfrey Matheson, 1933 - Tommy Gorman, 1933–19341 - Clem Loughlin, 1934–1937 - Bill Stewart, 1937–19391 - Paul Thompson, 1939–1944 - Johnny Gottselig, 1944–1948 - Charlie Conacher, 1948–1950 - Ebbie Goodfellow, 1950–1952 - Sid Abel, 1952–1954 - Frank Eddolls, 1954–1955 - Dick Irvin, 1955–1956 - Tommy Ivan, 1956–1957 - Rudy Pilous, 1957–19631 - Billy Reay, 1963–1976 | - Bill White, 1976–1977 - Bob Pulford, 1977–1979 - Eddie Johnston, 1979–1980 - Keith Magnuson, 1980–1982 - Bob Pulford, 1982 - Orval Tessier, 1982–1985 - Bob Pulford, 1985–1987 - Bob Murdoch, 1987–1988 - Mike Keenan, 1988–1992 - Darryl Sutter, 1992–1995 - Craig Hartsburg, 1995–1998 - Dirk Graham, 1998–1999 - Lorne Molleken, 1999 - Bob Pulford, 1999–2000 - Alpo Suhonen, 2000–2001 - Brian Sutter, 2001–2004 - Trent Yawney, 2005–2006 - Denis Savard, 2006–2008 - Joel Quenneville, 2008–20181 - Jeremy Colliton, 2018–2021 - Derek King, 2021–2022 - Luke Richardson, 2022–2024 - Anders Sörensen, 2024–2025 - Jeff Blashill, 2025– |

## Lagkaptener
| - Dick Irvin, 1926–1929 - Duke Dukowski, 1929–1930 - Ty Arbour, 1930–1931 - Marvin Wentworth, 1931–1932 - Helge Bostrom, 1932–1933 - Charlie Gardiner, 1933–19341 - Ingen kapten var utsedd, 1934–1935 - Johnny Gottselig, 1935–19401 - Earl Seibert, 1940–1942 - Doug Bentley, 1942–1944 - Clint Smith, 1944–1945 - John Mariucci, 1945–1946 - Red Hamill, 1946–1947 - John Mariucci, 1947–1948 - Gaye Stewart, 1948–1949 - Doug Bentley, 1949–1950 - Jack Stewart, 1950–1952 - Bill Gadsby, 1952–1954 - Gus Mortson, 1954–1957 - Ingen kapten var utsedd, 1957–1958 - Ed Litzenberger, 1958–19611 - Pierre Pilote, 1961–1968 - Ingen kapten var utsedd, 1968–1969 | - Pat Stapleton, 1969–1970 - Ingen kapten var utsedd, 1970–1975 - Pit Martin, 1975–1977 - Stan Mikita, 1976–1977 - Keith Magnuson, 1976–1977 - Keith Magnuson, 1977–1979 - Terry Ruskowski, 1979–1982 - Darryl Sutter, 1982–1987 - Bob Murray, 1985–1986 - Ingen kapten var utsedd, 1987–1988 - Denis Savard, 1988–1989 - Dirk Graham, 1989–1995 - Chris Chelios, 1995–1999 - Doug Gilmour, 1999–2000 - Tony Amonte, 2000–2002 - Alexej Zjamnov, 2002–2004 - Ingen kapten var utsedd, 2004–2005 (Lockout) - Adrian Aucoin, 2005–2007 - Martin Lapointe, 2006 - Ingen kapten var utsedd, 2007–2008 - Jonathan Toews, 2008–20231 - Ingen kapten var utsedd, 2023–2024 - Nick Foligno, 2024– |

1 Vann Stanley Cup med Blackhawks.

## Statistik
Uppdaterat  2022

### Poängledare
Topp tio för mest poäng i klubbens historia. Siffrorna uppdateras efter varje genomförd säsong.

Pos = Position; SM = Spelade matcher; M = Mål; A = Assists; P = Poäng; P/M = Poäng per match * = Fortfarande aktiv i laget ** = Fortfarande aktiv i NHL

#### Grundserie
| Spelare         | Pos | SM    | M   | A   | P     | P/M  |
| Stan Mikita     | C   | 1,394 | 541 | 926 | 1,467 | 1.05 |
| Bobby Hull      | VF  | 1,036 | 604 | 549 | 1,153 | 1.11 |
| Patrick Kane*   | HF  | 1,072 | 415 | 716 | 1,131 | 1.05 |
| Denis Savard    | C   | 881   | 377 | 719 | 1,096 | 1.24 |
| Steve Larmer    | HF  | 891   | 406 | 517 | 923   | 1.03 |
| Jonathan Toews* | C   | 986   | 349 | 485 | 834   | .85  |
| Doug Wilson     | B   | 938   | 225 | 554 | 779   | .83  |
| Dennis Hull     | VF  | 904   | 298 | 342 | 640   | .70  |
| Pit Martin      | C   | 740   | 243 | 384 | 627   | .84  |
| Jeremy Roenick  | C   | 524   | 267 | 329 | 596   | 1.13 |
| Tony Amonte     | HF  | 627   | 268 | 273 | 541   | .86  |
| Bill Mosienko   | HF  | 711   | 258 | 282 | 540   | .75  |

##### Slutspel
| Spelare         | Pos | SM  | M  | A  | P   | P/M  |
| Stan Mikita     | C   | 155 | 59 | 91 | 150 | .96  |
| Denis Savard    | C   | 131 | 61 | 84 | 145 | 1.10 |
| Patrick Kane*   | HF  | 136 | 52 | 80 | 132 | .97  |
| Bobby Hull      | VF  | 116 | 62 | 67 | 129 | 1.11 |
| Jonathan Toews* | C   | 137 | 45 | 74 | 119 | .87  |
| Steve Larmer    | HF  | 107 | 45 | 66 | 111 | 1.03 |
| Doug Wilson     | B   | 95  | 19 | 61 | 80  | .84  |
| Jeremy Roenick  | C   | 82  | 35 | 42 | 77  | .93  |
| Dennis Hull     | VF  | 97  | 33 | 34 | 67  | .69  |
| Pierre Pilote   | B   | 82  | 8  | 52 | 60  | .73  |
| Tom Lysiak      | C   | 65  | 23 | 33 | 56  | .86  |
| Bob Murray      | B   | 112 | 19 | 37 | 56  | .50  |

## Svenska spelare
Uppdaterat: 2019-07-11
| Målvakter       | Målvakter | Målvakter | Målvakter | Målvakter | Målvakter | Målvakter  | Målvakter | Målvakter | Målvakter | Målvakter | Målvakter | Målvakter | Målvakter  | Målvakter | Målvakter | Målvakter | Målvakter | Målvakter   |
| Spelare         | Nr        | Från      | Till      | Matcher¹  | Vinster¹  | Förluster¹ | Övertid¹  | GAA¹      | SVS%¹     | Nollor¹   | Matcher²  | Vinster²  | Förluster² | Övertid²  | GAA²      | SVS%²     | Nollor²   | Stanley Cup |
| --------------- | --------- | --------- | --------- | --------- | --------- | ---------- | --------- | --------- | --------- | --------- | --------- | --------- | ---------- | --------- | --------- | --------- | --------- | ----------- |
| Anton Forsberg  | 31        | 2017      | 2019      | 35        | 0         | 0          | 0         | 0,00      | .000      | 0         | 0         | 0         | 0          | -         | 0,00      | .000      | 0         | 0-->        |
| Arvid Söderblom | 40        | 2021      |           | 18        | 0         | 0          | 0         | 0,00      | .000      | 0         | 0         | 0         | 0          | -         | 0,00      | .000      | 0         | 0-->        |
| Robin Lehner    | 40        | 2019      | 2020      | 33        | 16        | 10         | 7         | 3,01      | .918      | 0         | 0         | 0         | 0          | -         | 0,00      | .000      | 0         | 0-->        |

| Utespelare         | Utespelare | Utespelare | Utespelare | Utespelare | Utespelare | Utespelare | Utespelare | Utespelare | Utespelare | Utespelare | Utespelare | Utespelare | Utespelare | Utespelare | Utespelare | Utespelare  |
| Spelare            | Pos        | Nr         | K/A        | Från       | Till       | Matcher¹   | Mål¹       | Assists¹   | Poäng¹     | PIM¹       | Matcher²   | Mål²       | Assists¹   | Poäng²     | PIM²       | Stanley Cup |
| ------------------ | ---------- | ---------- | ---------- | ---------- | ---------- | ---------- | ---------- | ---------- | ---------- | ---------- | ---------- | ---------- | ---------- | ---------- | ---------- | ----------- |
| Roger Johansson    | B          | 34         |            | 1995       | 1995       | 11         | 1          | 0          | 1          | 6          | 0          | 0          | 0          | 0          | 0          | 0           |
| Ulf Dahlén         | HF         | 22         |            | 1997       | 1997       | 30         | 6          | 8          | 14         | 10         | 5          | 0          | 1          | 1          | 0          | 0           |
| Anders Eriksson    | B          | 6, 8       |            | 1998       | 2001       | 97         | 5          | 36         | 41         | 22         | 0          | 0          | 0          | 0          | 0          | 0           |
| Michael Nylander   | C          | 37, 92     |            | 1999       | 2002       | 239        | 63         | 117        | 180        | 108        | 5          | 0          | 3          | 3          | 2          | 0           |
| Michael Holmqvist  | C          | 17         |            | 2005       | 2007       | 135        | 16         | 17         | 33         | 47         | 0          | 0          | 0          | 0          | 0          | 0           |
| Jonas Nordqvist    | C          | 32         |            | 2006       | 2007       | 3          | 0          | 2          | 2          | 2          | 0          | 0          | 0          | 0          | 0          | 0           |
| Niklas Hjalmarsson | B          | 41, 4      |            | 2007       | 2017       | 625        | 23         | 120        | 143        | 238        | 128        | 2          | 26         | 28         | 46         | 3           |
| Magnus Johansson   | B          | 6          |            | 2007       | 2007       | 18         | 0          | 4          | 4          | 4          | 0          | 0          | 0          | 0          | 0          | 0           |
| Samuel Påhlsson    | C          | 26         |            | 2009       | 2009       | 13         | 2          | 1          | 3          | 2          | 17         | 2          | 3          | 5          | 4          | 0           |
| Kim Johnsson       | B          | 8          |            | 2009       | 2010       | 8          | 1          | 2          | 3          | 4          | 0          | 0          | 0          | 0          | 0          | 0           |
| Viktor Stålberg    | VF         | 25         |            | 2010       | 2013       | 203        | 43         | 47         | 90         | 102        | 32         | 1          | 5          | 6          | 19         | 1           |
| Marcus Krüger      | C          | 16         |            | 2011       | 2019       | 472        | 37         | 80         | 117        | 206        | 87         | 6          | 10         | 16         | 14         | 2           |
| Johnny Oduya       | B          | 27         |            | 2012       | 2017       | 234        | 10         | 35         | 45         | 82         | 75         | 5          | 18         | 23         | 30         | 2           |
| Joakim Nordström   | C          | 42         |            | 2013       | 2015       | 54         | 1          | 4          | 5          | 6          | 10         | 0          | 0          | 0          | 0          | 1           |
| Viktor Svedberg    | B          | 43         |            | 2013       | 2018       | 27         | 2          | 2          | 4          | 4          | 3          | 0          | 0          | 0          | 6          | 0           |
| David Rundblad     | B          | 5          |            | 2014       | 2016       | 63         | 3          | 13         | 16         | 18         | 5          | 0          | 0          | 0          | 0          | 1           |
| Klas Dahlbeck      | B          | 44         |            | 2014       | 2015       | 4          | 1          | 0          | 1          | 2          | 0          | 0          | 0          | 0          | 0          | 0           |
| Tim Erixon         | B          | 34         |            | 2014       | 2015       | 6          | 0          | 0          | 0          | 2          | 0          | 0          | 0          | 0          | 0          | 0           |
| Dennis Rasmussen   | C          | 70         |            | 2014       | 2017       | 112        | 8          | 9          | 17         | 16         | 3          | 1          | 0          | 0          | 0          | 0           |
| Carl Dahlström     | B          | 63         |            | 2017       | 2019       | 49         | 0          | 9          | 9          | 6          | 0          | 0          | 0          | 0          | 0          | 0           |
| Erik Gustafsson    | B          | 52         |            | 2015 2021  | 2020 2022  | 214        | 25         | 83         | 108        | 58         | 5          | 0          | 1          | 1          | 0          | 0           |
| Gustav Forsling    | B          | 42         |            | 2016       | 2019       | 122        | 8          | 19         | 27         | 42         | 0          | 0          | 0          | 0          | 0          | 0           |
| Adam Boqvist       | B          | 27         |            | 2019       | 2021       | 76         | 6          | 23         | 29         | 20         | 8          | 0          | 0          | 0          | 2          | 0           |
| Mattias Janmark    | C          | 13         |            | 2020       | 2021       | 41         | 10         | 9          | 19         | 8          | 0          | 0          | 0          | 0          | 0          | 0           |
| Victor Ejdsell     | VF         | 14         |            | 2017       | 2018       | 6          | 0          | 1          | 1          | 6          | 0          | 0          | 0          | 0          | 0          | 0           |
| Jacob Nilsson      | C          | 67         |            | 2018       | 2019       | 2          | 0          | 0          | 0          | 0          | 0          | 0          | 0          | 0          | 0          | 0           |
| Alexander Nylander | VF         | 92         |            | 2019       | 2020       | 65         | 10         | 16         | 26         | 14         | 8          | 0          | 0          | 0          | 2          | 0           |
| Lucas Carlsson     | B          | 48         |            | 2019       | 2021       | 18         | 0          | 2          | 2          | 2          | 1          | 0          | 0          | 0          | 0          | 0           |
| Filip Roos         | B          | 48         |            | 2022       | 2024       | 21         | 1          | 2          | 3          | 4          | 0          | 0          | 0          | 0          | 0          | 0           |
| André Burakovsky   | LW         | 95         |            | 2025       |            | 0          | 0          | 0          | 0          | 0          | 0          | 0          | 0          | 0          | 0          | 0           |

¹ = Grundserie
² = Slutspel
Övertid = Vunnit matcher som har gått till övertid. | GAA = Insläppta mål i genomsnitt | SVS% = Räddningsprocent | Nollor = Hållit nollan det vill säga att motståndarlaget har ej lyckats göra mål på målvakten under en match. | K/A = Om spelare har varit lagkapten och/eller assisterande lagkapten | PIM = Utvisningsminuter

## Första draftval
| - 1963: Art Hampson (Spelade aldrig i NHL.) (, B) Vald som nummer fem. - 1964: Richie Bayes (Spelade aldrig i NHL.) (, C) Vald som nummer fyra. - 1965: Andy Culligan (Spelade aldrig i NHL.) (, F) Vald som nummer två. - 1966: Terry Caffery (Black Hawks, North Stars) (1969–70, 1970–71, F) Vald som nummer tre. - 1967: Bob Tombari (Spelade aldrig i NHL.) (, VF) Vald som nummer sju. - 1968: John Marks (Black Hawks) (1971–82, HF) Vald som nummer nio. - 1969: Jean-Pierre Bordeleau (Black Hawks) (1971–1980, HF) Vald som nummer 13. - 1970: Daniel Maloney (Black Hawks, Kings, Red Wings, Maple Leafs) (1970–1982, VF) Vald som nummer 14. - 1971: Dan Spring (Spelade aldrig i NHL.) (, F) Vald som nummer tolv. - 1972: Philip Russell (Black Hawks, Flames, Flames, Devils, Sabres) (1972–1987, VF) Vald som nummer 13. - 1973: Darcy Rota (Black Hawks, Flames, Canucks) (1973–1984, VF) Vald som nummer 13. - 1974: Grant Mulvey (Black Hawks, Devils) (1974–1984, HF) Vald som nummer 16. - 1975: Gregory Vaydik (Black Hawks) (1976–1977, C) Vald som nummer sju. - 1976: Real Cloutier (Nordiques, Sabres) (1979–1985, HF) Vald som nummer nio. - 1977: Doug Wilson (Black Hawks, Blackhawks, Sharks) (1977–1993, B) Vald som nummer sex. - 1978: Tim Higgins (Blackhawks, Devils, Red Wings) (1978–1989, B) Vald som nummer tio. - 1979: Keith Brown (Black Hawks, Blackhawks, Panthers) (1979–1995, B) Vald som nummer sju. - 1980: Denis Savard (Black Hawks, Blackhawks, Canadiens, Lightning) (1980–1997, C) Vald som nummer tre. - 1980: Jérôme Dupont (Black Hawks, Maple Leafs) (1981–1987, B) Vald som nummer 15. - 1981: Tony Tanti (Black Hawks, Canucks, Penguins, Sabres) (1981–1992, HF) Vald som nummer tolv. | - 1982: Ken Yaremchuk (Black Hawks, Maple Leafs) (1983–1989, C) Vald som nummer sju. - 1983: Bruce Cassidy (Black Hawks, Blackhawks) (1983–1984, 1985–1990, B) Vald som nummer 18. - 1984: Ed Olczyk (Black Hawks, Blackhawks, Maple Leafs, Jets, Rangers, Kings, Penguins) (1984–2000, HF) Vald som nummer tre. - 1985: Dave Manson (Blackhawks, Oilers, Jets, Coyotes, Canadiens, Stars, Maple Leafs) (1986–2002, B) Vald som nummer elva. - 1986: Everett Sanipass (Blackhawks, Nordiques) (1986–1991, VF) Vald som nummer 14. - 1987: Jimmy Waite (Blackhawks, Sharks, Sharks, Coyotes) (1988–1999, MV) Vald som nummer åtta. - 1988: Jeremy Roenick (Blackhawks, Coyotes, Flyers, Kings, Sharks) (1988–2009, C) Vald som nummer åtta. - 1989: Adam Bennett (Blackhawks, Oilers) (1991–1994, B) Vald som nummer sex. - 1990: Karl Dykhuis (Blackhawks, Flyers, Lightning, Canadiens) (1991–1993, 1994–2004, B) Vald som nummer 16. - 1991: Dean McAmmond (Blackhawks, Oilers, Flyers, Flames, Avalanche, Blues, Senators, Islanders, Devils) (1991–1992, 1993–2010, C) Vald som nummer 22. - 1992: Sergej Krivokrasov (Blackhawks, Predators, Flames, Wild, Mighty Ducks) (1992–2002, HF) Vald som nummer tolv. - 1993: Eric Lecompte (Spelade aldrig i NHL.) (, VF) Vald som nummer 24. - 1994: Ethan Moreau (Blackhawks, Oilers, Blue Jackets, Kings) (1995–2012, MV) Vald som nummer 14. - 1995: Dmitrij Nabokov (Blackhawks, Islanders) (1997–1998, 1999–2000, HF) Vald som nummer 14. - 1996: Blackhawks saknade val i första rundan. - 1997: Daniel Cleary (Blackhawks, Oilers, Coyotes, Red Wings) (1997–2015, HF) Vald som nummer 13. - 1997: Ty Jones (Blackhawks, Panthers) (1998–1999, 2003–2004, HF) Vald som nummer 16. - 1998: Mark Bell (Blackhawks, Sharks, Maple Leafs, Ducks) (2000–2009, 2011–2012, VF) Vald som nummer åtta. - 1999: Steve McCarthy (Blackhawks, Canucks, Thrashers) (1999–2008, B) Vald som nummer 23. | - 2000: Michail Jakubov (Blackhawks, Panthers) (2003–2006, C) Vald som nummer tio. - 2000: Pavel Vorobiev (Blackhawks) (2003–2006, HF) Vald som nummer elva. - 2001: Tuomo Ruutu (Blackhawks, Hurricanes, Devils) (2003–2016, MV) Vald som nummer nio. - 2000: Adam Munro (Blackhawks) (2003–2006, MV) Vald som nummer 29. - 2002: Anton Babchuk (Blackhawks, Hurricanes, Flames) (2003–2007, 2008–2013, B) Vald som nummer 21. - 2003: Brent Seabrook (Blackhawks) (2005–, B) Vald som nummer tolv. - 2004: Cam Barker (Blackhawks, Wild, Oilers, Canucks) (2005–2013, B) Vald som nummer tre. - 2005: Jack Skille (Blackhawks, Panthers, Blue Jackets, Avalanche, Canucks) (2007–2017, HF) Vald som nummer sju. - 2006: Jonathan Toews (Blackhawks) (2007–, C) Vald som nummer tre. - 2007: Patrick Kane (Blackhawks) (2007–, HF) Vald som nummer ett. - 2008: Kyle Beach (Har ännu inte spelat i NHL.) (, VF) Vald som nummer elva. - 2009: Dylan Olsen (Blackhawks, Panthers) (2011–2016, B) Vald som nummer 28. - 2010: Kevin Hayes (Rangers) (2014–, HF) Vald som nummer 24. - 2011: Mark McNeill (Blackhawks, Stars) (2015–, C) Vald som nummer 18. - 2011: Phillip Danault (Blackhawks, Canadiens) (2015–, VF) Vald som nummer 26. - 2012: Teuvo Teräväinen (Blackhawks, Hurricanes) (2014-, VF) Vald som nummer 18. - 2013: Ryan Hartman (Blackhawks, Predators) (2014–, HF) Vald som nummer 30. - 2014: Nick Schmaltz (Blackhawks) (2016–, C) Vald som nummer 20. - 2015: Blackhawks saknade val i första rundan. - 2016: Blackhawks saknade val i första rundan. - 2017: Henri Jokiharju (Har ännu inte spelat i NHL.) (, B) Vald som nummer 29. |